# Staromat

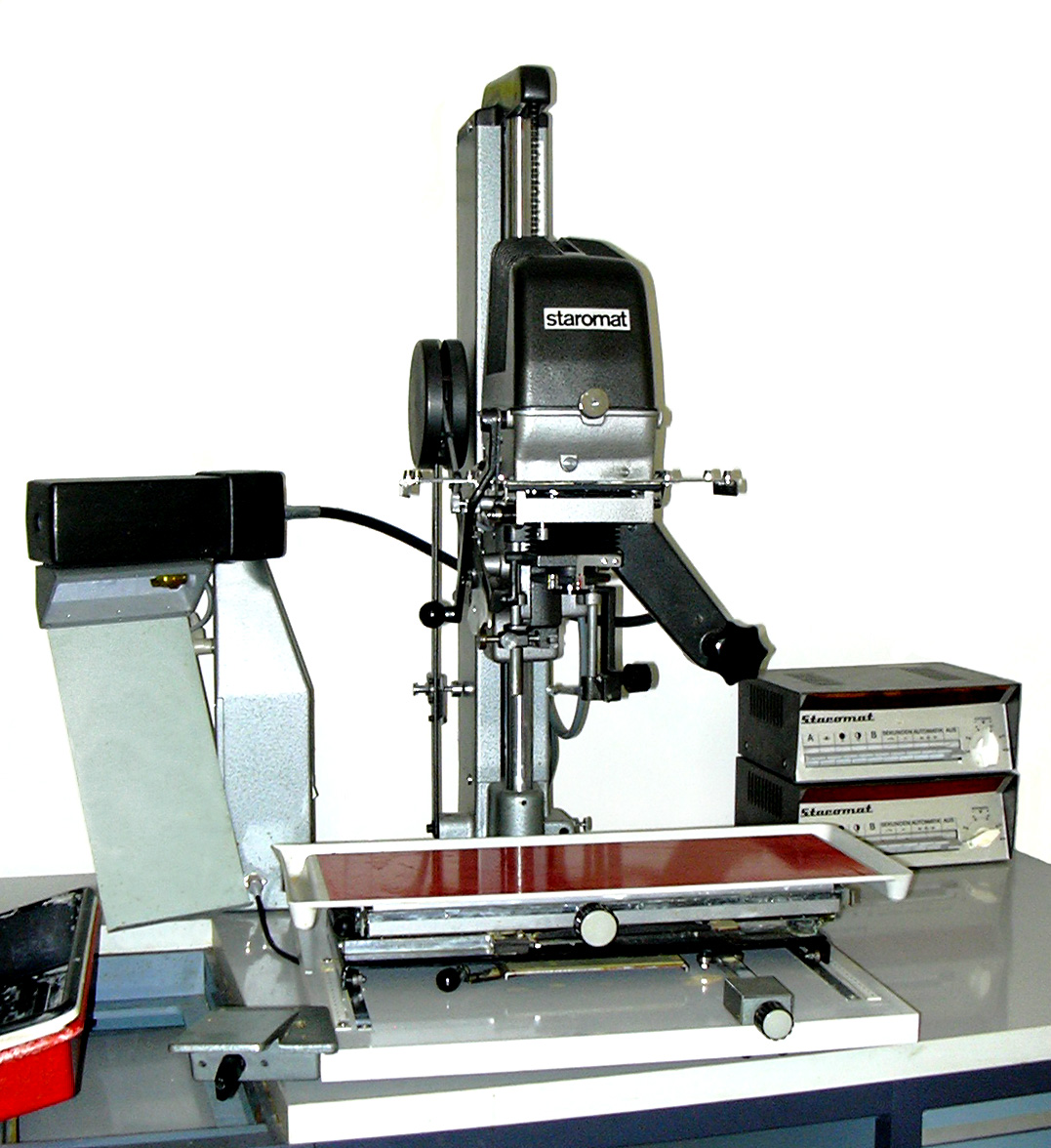
Titelsatzgerät „staromat“ der H. Berthold AG

Der staromat ist ein Titelsetzgerät für den Fotosatz. Hersteller ist die H. Berthold AG. Titelsetzgeräte wurden für den Satz von großen Schriftzeilen wie Überschriften und großen Zeichen, etwa für Plakate oder Akzidenzen, eingesetzt. Die Berthold AG kaufte 1964 die Firma Film-Klischee und übernahm deren Entwicklung Starsettograph. Dieser wurde unter dem Namen staromat ab 1966 gebaut und musste in der Dunkelkammer betrieben werden, da das Fotomaterial offen auf der Arbeitsfläche lag.

## Funktionsweise
Das Gerät besteht aus einer Auflagefläche für das Fotomaterial und einem Optikkopf, der sich zur Einstellung der Schriftgröße vertikal an einer Stange verschieben lässt. Als Zeichenträger dient eine längliche Typenplatte, auf der sich negative Schriftzeichen befinden. Mit einem Wahlrad wird die Platte vor der Lichtquelle und dem Objektiv bewegt und damit das richtige Zeichen eingestellt. Als Aufzeichnungsmaterial wird voraktiviertes, nasses Fotopapier eingesetzt. Das orthochromatische Papier reagiert nicht auf rotes Licht, deshalb kann das Zeichen damit vor dem Belichten als Projektion sichtbar gemacht werden. Nach dem Belichten erscheint das Zeichen sofort schwarz sichtbar. Die Steuerung der Blende und der Schärfe erfolgt automatisch. Mit Hilfe der Projektion werden die Buchstabenabstände manuell eingestellt.
Das Gerät kann mit Zusatzeinrichtungen versehen werden, die z. B. Rundsatz, Verzerren der Schrift oder Überlagerungen mit einem Raster ermöglichen. Es können Schriftgrößen von 7 bis 140 mm auf einem Format von 148 × 420 mm belichtet werden. Mit der Verbreitung des Desktoppublishing sind die Maschinen des Fotosatzes und damit auch die Titelsetzgeräte aus der Druckvorstufe verschwunden.